# 麻栗镇 (麻栗坡县)
麻栗镇，是中华人民共和国云南省文山壮族苗族自治州麻栗坡县下辖的一个乡镇级行政单位。

## 行政区划
麻栗镇下辖以下地区：
城北社区、中心社区、城南社区、盘龙村、下凉水井村、牛滚塘村、老地房村、茅草坪村、南欧村、茨竹坝村、豆豉店村、冲头村、红岩村、潘家坝村和南油村。